# Diargyria
Diargyria is een geslacht van vlinders van de familie Uilen (Noctuidae), uit de onderfamilie Cuculliinae.

## Soorten
- D. argyhorion Krüger, 2009
- D. argyrodeixis Krüger, 2009
- D. argyrogramma Krüger, 2005
- D. argyrostolmus Krüger, 2005